# Cilla Black
Cilla Black nome artístico de Priscilla Maria Veronica White (27 de maio de 1943 – 2 de agosto de 2015) foi uma cantora e apresentadora britânica, conhecida como um dos rostos mais populares da TV do Reino Unido durante seus 50 anos de carreira. Black também é reconhecida como a segunda maior estrela a emergir do cenário de Liverpool depois dos Beatles.

## Biografia
Quando criança ela foi encorajada a começar a cantar pelos pais, e nos anos 60, determinada a entrar para o show business, arrumou um emprego de garçonete no famoso Cavern Club em Liverpool, onde os Beatles tocavam regularmente. Ela conseguiu os impressionar, começando sua carreira com apresentações de improviso no Cavern.
Foi o início de uma longa amizade com os Beatles - John Lennon convenceu Brian Epstein a gerenciar Cilla e ela ganharia algumas composições de Lennon e Paul McCartney para gravar.
Mas o sucesso só viria um ano depois disso, em 1964, quando ela gravou "Anyone Who Had a Heart", de Burt Bacharach e Hal David. Outras de suas canções mais conhecidas, e que a tornaram famosa ao redor do mundo foram "You're My World", "Alfie" e "Step Inside Love".
Sua carreira entrou em declínio nos anos 70, apesar de Cilla continuar gravando e apresentando programas de TV. Por muitos anos, ela foi extremamente popular no Reino Unido como apresentadora, inclusive sendo condecorada com a Ordem do Império Britânico em 1993.
Black morreu em casa, próximo à Marbella, Espanha, em 2 de agosto de 2015 aos 72 anos de idade.

## Legado
Em 2014, a Academia Britânica de Cinema e Televisão concedeu um prêmio especial a Cilla Black, considerada um "ícone". Uma minissérie sobre o inicio de sua carreira foi produzida e exibida pelo canal ITV em setembro de 2014, a atriz Sheridan Smith interpretou o papel título. 